# Castello di Cimbergo
Il castello di Cimbergo sorge su uno spuntone di roccia al centro dell'abitato, a strapiombo sulla valle del torrente Re.
La struttura, pentagonale irregolare, risale al XII - XIII secolo, e fu al centro di numerosi scontri tra i guelfi e ghibellini camuni.
Fu originariamente degli Antonioli, di seguito per un breve periodo dei Federici ed infine dei conti Lodrone del Trentino, che poi lo vendettero alla vicinia di Cimbergo.
Parte dei ruderi vennero riutilizzati nell'erezione del campanile del paese nel XIX secolo.